# Dicranophora fulva
Dicranophora fulva är en svampart som beskrevs av J. Schröt. 1886. Dicranophora fulva ingår i släktet Dicranophora och familjen Mucoraceae.   Inga underarter finns listade i Catalogue of Life.